# ديريك فالدك
ديريك فالدك (بالإنجليزية: Derek Waldeck)‏ هو لاعب كرة قدم أمريكي في مركز الوسط، ولد في 1 فبراير 1998 في سانتا كلاريتا في الولايات المتحدة. لعب مع Stanford Cardinal men's soccer ‏.

## وصلات خارجية
- ديريك فالدك على موقع الدوري الأمريكي (الإنجليزية)
- ديريك فالدك على موقع قاعدة بيانات كرة القدم.إي يو (الإنجليزية)